# Perizoma discors
Perizoma discors är en fjärilsart som beskrevs av W. Warren 1901. Perizoma discors ingår i släktet Perizoma och familjen mätare. Inga underarter finns listade i Catalogue of Life.